# Przymrozek

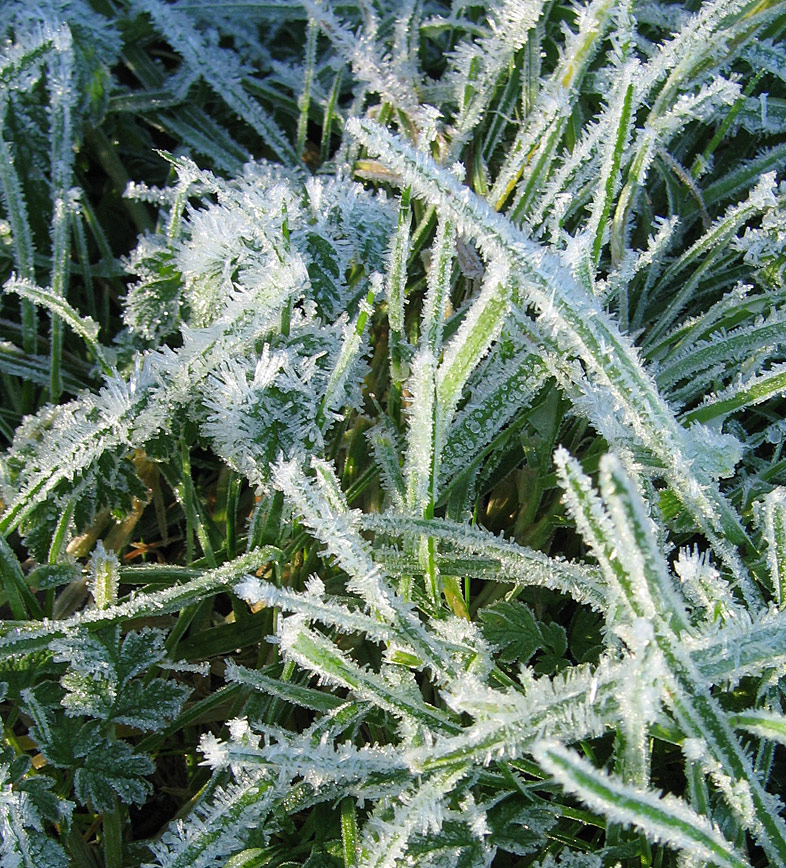
Oszroniona trawa

Przymrozek – spadek temperatury powietrza przy gruncie poniżej 0 °C, przy średniej dobowej większej od 0 °C. Każdego roku w Polsce ryzyko wystąpienia przymrozku jest najwyższe na wiosnę i w jesieni.
Wystąpienie przymrozku jest często obserwowane w postaci osadu białej rosy, lub szronu.
Wraz z ociepleniem się klimatu maleje liczba dni z przymrozkiem, ale udział najbardziej szkodliwych dla rolnictwa przymrozków pozostał bez zmian, a nawet nieznacznie wzrósł. Przeciętny czas bez przymrozku na przeważającym obszarze Polski wynosi od 160 do 180 dni i zależy głównie od warunków lokalnych. Przymrozek nie występuje przez 84 dni pomiędzy 12 czerwca a 3 września.

## Czynniki wpływające na występowanie przymrozków
Do głównych czynników wpływających na ryzyko wystąpienia przymrozków zalicza się: porę roku, ukształtowanie terenu, rodzaj podłoża, szatę roślinną, sieć hydrograficzną okolicy. Najbardziej podatne na przymrozki są obniżenia terenu, jak kotliny i doliny, częściej w górach i na pogórzu, ponadto obszary zabagnione oraz będące pod wpływem Bałtyku.

## Podział
Podział przymrozków:
- radiacyjne – powstają wskutek ochłodzenia przygruntowej warstwy powietrza w wyniku wypromieniowania ciepła z podłoża do atmosfery. Występuje przeważnie na małych obszarach, które silniej oddają ciepło do atmosfery oraz w miejscach gromadzenia się zimnego powietrza tzw. mrozowiskach. Wzrost zachmurzenia i prędkości wiatru zmniejsza prawdopodobieństwo przymrozku radiacyjnego[2].
- adwekcyjne – powstają wskutek napływu chłodnych mas powietrza; obejmują swoim zasięgiem duże obszary, często cały kraj.
- radiacyjno-adwekcyjne – forma mieszana, gdy adwekcja i radiacja występują po sobie w krótkim czasie[8].

Podział na wspomniane rodzaje jest umowny, ponieważ często przymrozek adwekcyjny jest przymrozkiem radiacyjnym, gdy temperatura spada wskutek napływu zimnej i suchej masy powietrza, a małe zachmurzenie sprzyja silnemu wypromieniowaniu.
Ze względu na porę występowania rozróżnia się przymrozki: późne – występujące wiosną, wczesne – występujące jesienią.
Ze względu na wysokość występowania: przygruntowe – występujące do 5 cm nad gruntem, wysokie – notowane 200 cm nad gruntem.
Ze względu na intensywność: łagodne (tm od 0 °C do -2 °C), umiarkowane (tm od -2,1 °C do -4 °C), silne (tm od -4,1 °C do -6 °C), bardzo silne (tm poniżej -6,1 °C).

## Metody przewidywania przymrozków

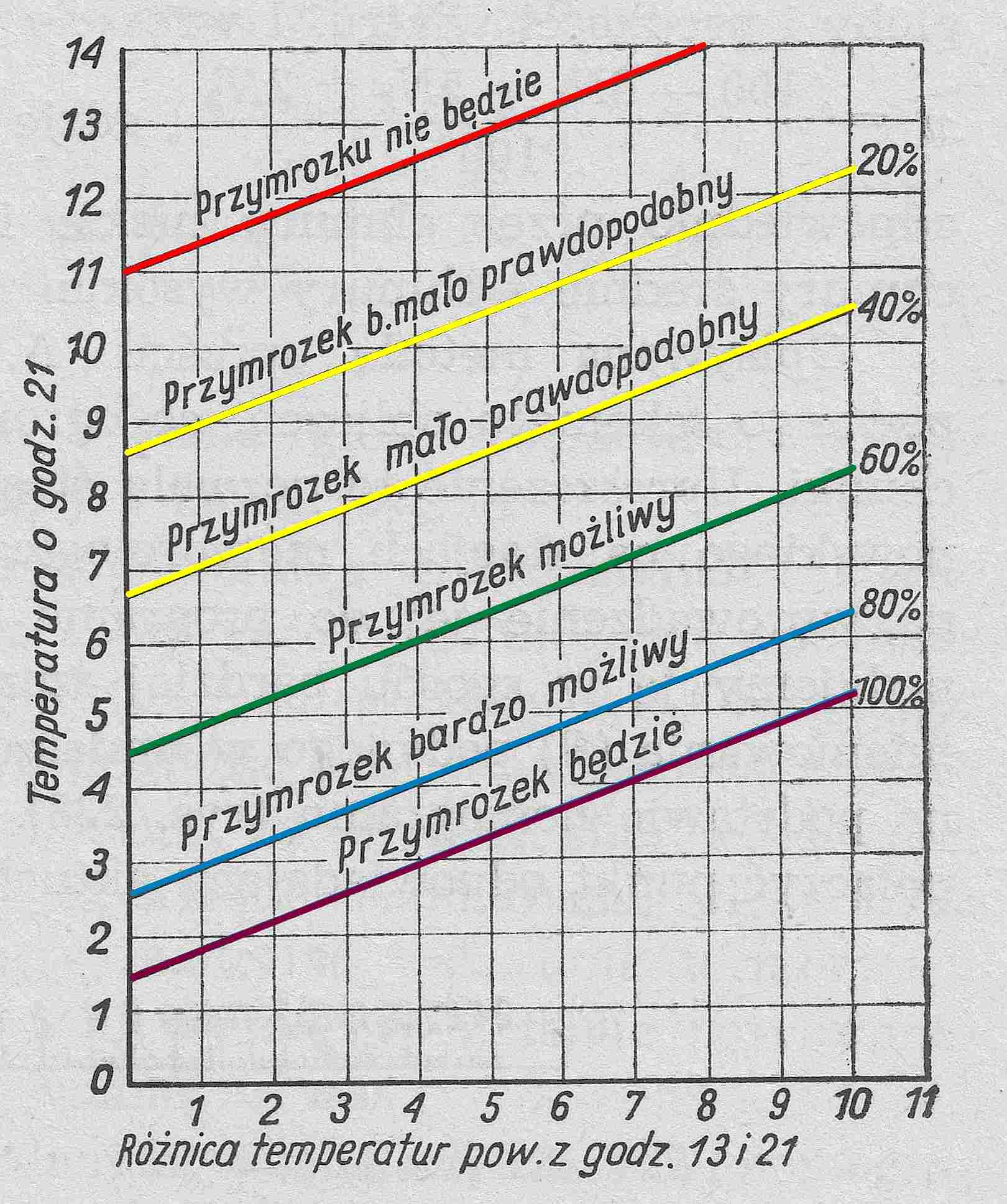
Przewidywanie przymrozku metodą Braunowa.

Proste metody przewidywania przymrozków uwzględniają jeden element meteorologiczny, wobec czego nie gwarantują dużej sprawdzalności.
- Przymrozek adwekcyjny przewiduje się na podstawie wystąpienia: silnego spadku temperatury, wystąpienia w ciągu dnia chmur kłębiastych oraz wiatru wiejącego z kierunku północnego[2].
- Przy pomocy wskazań psychrometru Augusta. Gdy temperatura punktu rosy wieczorem znajduje się nieznacznie powyżej lub poniżej zera, w nocy lub nad ranem może wystąpić przymrozek[2].
- Za pomocą wykresu Witkiewicza. Psychrometrem Augusta i tablic psychometrycznych, wyznacza się ciśnienie pary wodnej, a następnie korzystając z wykresu Witkiewicza określić prawdopodobieństwo i intensywność przymrozku[2].
- Na podstawie spadku temperatury, korzystając z wykresu Brunowa, można przewidzieć prawdopodobieństwo wystąpienia przymrozku. Im niższa temperatura wieczorem i większa różnica temperatur pomiędzy pomiarami o godz. 13 i 21, tym większe prawdopodobieństwo wystąpienia przymrozku[2].

## Metody ochrony przed przymrozkiem

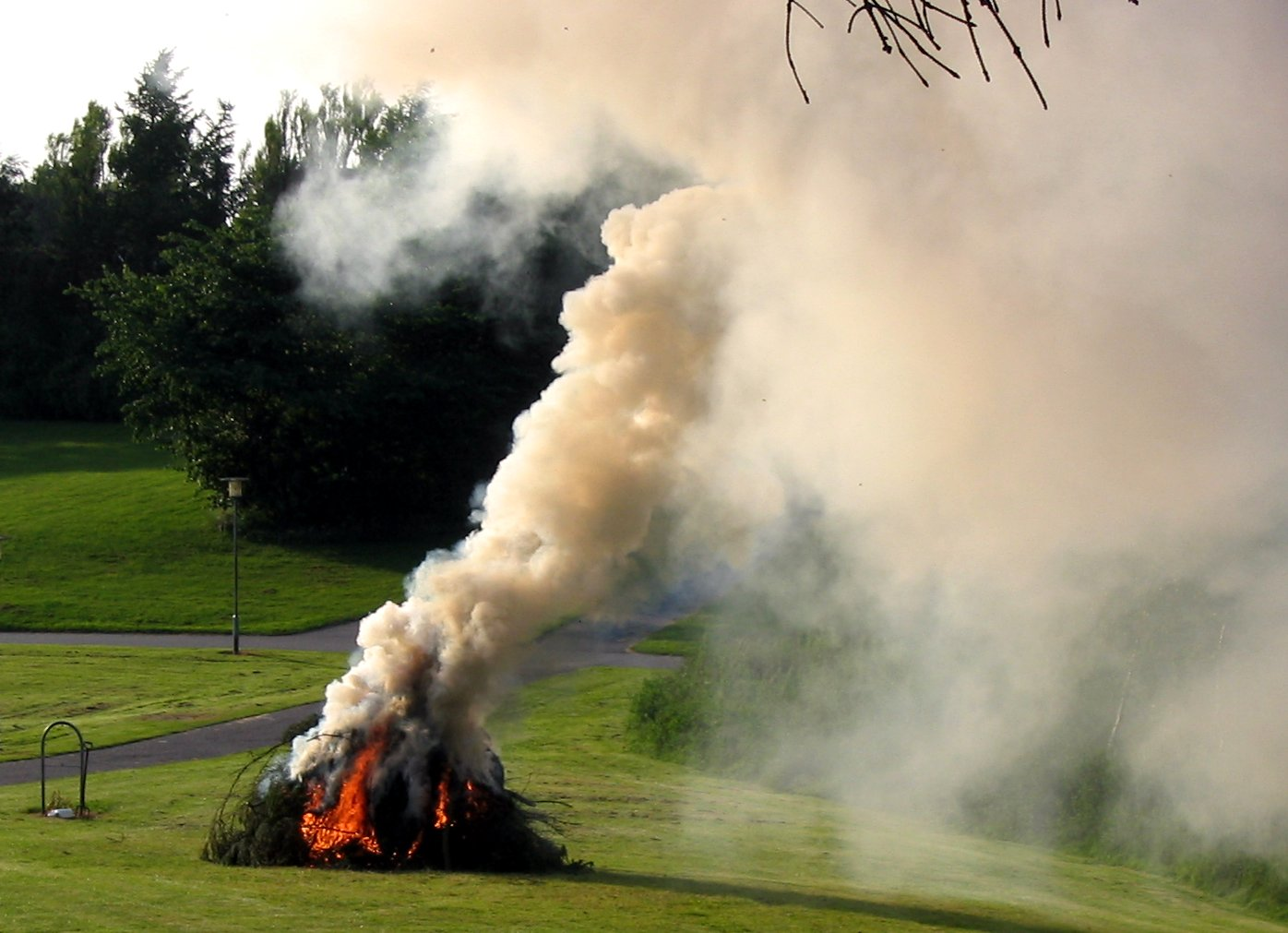
W wyniku spalania powstają liczne higroskopijne jądra kondensacji

- W wyniku spalania powstają liczne higroskopijne jądra kondensacjiStosowanie stosów dymnych. Wokół pola tworzy się stosy, które po podpaleniu wydzielają dużo gęstego, wilgotnego dymu, a niewiele ciepła. Dym zwiększa kondensację pary wodnej, dodatkowo ogranicza wypromieniowanie ciepła[2].
- Nocne zraszanie roślin. Wysoka wilgotność zmniejsza wypromieniowanie ciepła, gdy temperatura powietrza zbliży się do 0 °C woda, zamarzając, oddaje ciepło krzepnięcia roślinie i po ewentualnym zamarznięciu tworzy warstwę lodu, izolującą roślinę przed mrozem[2].
- Sadzenie roślin wrażliwych na przymrozek po „zimnych ogrodnikach”.
- Przykrywanie grządek agrowłókniną, folią[2].
- Niesadzenie roślin wrażliwych na mróz w zagłębieniach terenu z uwagi na mrozowiska.